# Race of Champions 2009
Race of Champions 2009 kördes i Peking. Mattias Ekström blev för tredje gången "Champion of Champions", när han vann över Michael Schumacher i finalen, och Team Germany vann Nations Cup med Sebastian Vettel och Michael Schumacher efter att ha slagit ut Team Autosport GB med Jenson Button och Andy Priaulx.
- Plats:  Fågelboet, Peking
- Datum: 3-4 november
- Segrare:  Mattias Ekström
- Segrare Nations Cup:  Team Germany

## Deltagare
| Team              | Förare                               |
| ----------------- | ------------------------------------ |
| Team Germany      | Michael Schumacher, Sebastian Vettel |
| Team Autosport GB | Jenson Button, Andy Priaulx          |
| Team Scandinavia  | Mattias Ekström, Tom Kristensen      |
| Team Finland      | Mikko Hirvonen, Marcus Grönholm      |
| Team Australia    | Chad Reed, Mick Doohan               |
| Team France       | Yvan Muller, Guerlain Chicherit      |
| Team All Stars    | David Coulthard, Giniel de Villiers  |
| Team USA          | Tanner Foust, Travis Pastrana        |
| Team Monaco       | Clivio Piccione, Emanuele Pirro      |
| Team China        | Dong He Bin, Han Han                 |

## Bilar
- Ford Focus WRC 08
- KTM X-Bow
- Volkswagen Scirocco
- ROC Car
- Solution F Prototype
- RX 150
- ROC 2-Seater

## Resultat

### Nations Cup

#### Grupp A
| Heat | Förare 1           | Tid       | Förare 2           | Tid       | Bil                  |
| ---- | ------------------ | --------- | ------------------ | --------- | -------------------- |
| 1    | Michael Schumacher | 02:00.012 | Mick Doohan        | 02:28.424 | RX 150               |
| 2    | Sebastian Vettel   | 01:59.381 | Chad Reed          | 02:05.807 | RX 150               |
| 3    | Han Han            | Bröt      | Michael Schumacher | 02:03.192 | KTM X-Bow            |
| 4    | Dong He Bin        | 01:58.345 | Sebastian Vettel   | 01:55.951 | Solution F Prototype |
| 5    | Michael Schumacher | 02:00.636 | Mikko Hirvonen     | 02:01.243 | KTM X-Bow            |
| 6    | Sebastian Vettel   | 01:56.085 | Marcus Grönholm    | 02:01.587 | Solution F Prototype |
| 7    | Mick Doohan        | 02:48.088 | Han Han            | 02:14.570 | KTM X-Bow            |
| 8    | Chad Reed          | 02:01.505 | Dong He Bin        | 01:58.537 | Solution F Prototype |
| 9    | Mikko Hirvonen     | 02:00.264 | Mick Doohan        | 02:05.545 | KTM X-Bow            |
| 10   | Marcus Grönholm    | 03:39.787 | Chad Reed          | 01.58.841 | Solution F Prototype |
| 11   | Han Han            | 02:05.969 | Mikko Hirvonen     | 02:05.819 | RX 150               |
| 12   | Dong He Bin        | 02:04.234 | Marcus Grönholm    | 02:05.180 | RX 150               |

| P | Team           | Segrar | Avancemang              |
| - | -------------- | ------ | ----------------------- |
| 1 | Team Germany   | 6      | Vidare till semifinal 1 |
| 2 | Team China     | 3      | Vidare till semifinal 2 |
| 3 | Team Finland   | 2      | Utslagna                |
| 4 | Team Australia | 1      | Utslagna                |

#### Grupp B
| Heat | Förare 1           | Tid       | Förare 2           | Tid       | Bil                  |
| ---- | ------------------ | --------- | ------------------ | --------- | -------------------- |
| 1    | Jenson Button      | 02:00.394 | David Coulthard    | 02:00.964 | KTM X-Bow            |
| 2    | Andy Priaulx       | 01:58.399 | Giniel de Villiers | 02:02.927 | Solution F Prototype |
| 3    | Clivio Piccione    | 02:01.408 | Jenson Button      | 01:59.109 | KTM X-Bow            |
| 4    | Emanuele Pirro     | 01:57.466 | Andy Priaulx       | 01:56.002 | Solution F Prototype |
| 5    | David Coulthard    | 01:58.824 | Clivio Piccione    | 02:01.416 | KTM X-Bow            |
| 6    | Giniel de Villiers | 01:59.515 | Emanuele Pirro     | 01:58.607 | Solution F Prototype |

| P | Team              | Segrar | Avancemang              |
| - | ----------------- | ------ | ----------------------- |
| 1 | Team Autosport GB | 4      | Vidare till semifinal 2 |
| 2 | Team All Stars    | 1      | Utslagna                |
| 3 | Team Monaco       | 1      | Utslagna                |

#### Grupp C
| Heat | Förare 1           | Tid       | Förare 2           | Tid       | Bil                  |
| ---- | ------------------ | --------- | ------------------ | --------- | -------------------- |
| 1    | Tom Kristensen     | Bröt      | Yvan Muller        | 02:00.635 | KTM X-Bow            |
| 2    | Mattias Ekström    | 02:13.070 | Guerlain Chicherit | Bröt      | Solution F Prototype |
| 3    | Tanner Foust       | 02:03.692 | Tom Kristensen     | 02:05.039 | KTM X-Bow            |
| 4    | Yvan Muller        | 02:03.104 | Tanner Foust       | 02:03.408 | ROC Car              |
| 5    | Travis Pastrana    | 02:05.776 | Mattias Ekström    | 02:05.213 | ROC Car              |
| 6    | Guerlain Chicherit | 02:09.708 | Travis Pastrana    | 02:05.603 | ROC Car              |

| P | Team             | Segrar | Avancemang              |
| - | ---------------- | ------ | ----------------------- |
| 1 | Team USA         | 2      | Vidare till semifinal 1 |
| 2 | Team Scandinavia | 2      | Utslagna                |
| 3 | Team France      | 2      | Utslagna                |

#### Utslagning
|  | Semifinaler       | Semifinaler       |   |              | Final | Final |  |  |  |  |
|  |                   |                   |   |              |       |       |  |  |  |  |
|  | Team Germany      | 2                 |   |              |       |       |  |  |  |  |
|  | Team USA          | 1                 |   |              |       |       |  |  |  |  |
|  | Team USA          | 1                 |   | Team Germany | 2     |       |  |  |  |  |
|  |                   |                   |   | Team Germany | 2     |       |  |  |  |  |
|  |                   | Team Autosport GB | 1 |              |       |       |  |  |  |  |
|  | Team Autosport GB | Team Autosport GB | 1 | 2            |       |       |  |  |  |  |
|  | Team Autosport GB |                   |   | 2            |       |       |  |  |  |  |
|  | Team China        | 1                 |   |              |       |       |  |  |  |  |

##### Semifinal 1
| Heat | Förare 1           | Tid       | Förare 2        | Tid       | Bil               |
| ---- | ------------------ | --------- | --------------- | --------- | ----------------- |
| 1    | Michael Schumacher | 02:03.615 | Tanner Foust    | 02:03.281 | ROC Car           |
| 2    | Sebastian Vettel   | 01:55.212 | Travis Pastrana | 01:55.582 | Ford Focus WRC 08 |
| 3    | Sebastian Vettel   | 02:03.617 | Tanner Foust    | 02:04.084 | ROC Car           |

##### Semifinal 2
| Heat | Förare 1      | Tid       | Förare 2    | Tid       | Bil                  |
| ---- | ------------- | --------- | ----------- | --------- | -------------------- |
| 1    | Jenson Button | 02:03.201 | Han Han     | 02:06.654 | ROC Car              |
| 2    | Andy Priaulx  | 02:01.565 | Dong He Bin | 01:57.890 | Solution F Prototype |
| 3    | Jenson Button | 02:01.544 | Dong He Bin | 02:04.477 | ROC Car              |

##### Final
| Heat | Förare 1           | Tid       | Förare 2      | Tid       | Bil               |
| ---- | ------------------ | --------- | ------------- | --------- | ----------------- |
| 1    | Michael Schumacher | 01:59.348 | Jenson Button | 01:59.842 | ROC Car           |
| 2    | Sebastian Vettel   | 02:13.299 | Andy Priaulx  | 01:52.479 | Ford Focus WRC 08 |
| 3    | Michael Schumacher | 02:01.200 | Andy Priaulx  | 02:02.364 | ROC Car           |

### Race of Champions

#### Grupp A
| Heat | Förare 1           | Tid       | Förare 2           | Tid       | Bil                  |
| ---- | ------------------ | --------- | ------------------ | --------- | -------------------- |
| 1    | Jenson Button      | 02:00.085 | Tom Kristensen     | 02:01.381 | ROC Car              |
| 2    | Guerlain Chicherit | 02:04.486 | Tanner Foust       | 02:00.578 | ROC Car              |
| 3    | Tanner Foust       | 01:57.677 | Jenson Button      | 01:57.627 | Solution F Prototype |
| 4    | Tom Kristensen     | 01:58.305 | Guerlain Chicherit | Bröt      | Solution F Prototype |
| 5    | Guerlain Chicherit | 02:03.938 | Jenson Button      | 01:59.174 | KTM X-Bow            |
| 6    | Tanner Foust       | 02:04.512 | Tom Kristensen     | 01:59.136 | KTM X-Bow            |

| P | Team               | Segrar | Avancemang                |
| - | ------------------ | ------ | ------------------------- |
| 1 | Jenson Button      | 3      | Vidare till kvartsfinal 1 |
| 2 | Tom Kristensen     | 2      | Vidare till kvartsfinal 2 |
| 3 | Tanner Foust       | 1      | Utslagen                  |
| 4 | Guerlain Chicherit | 0      | Utslagen                  |

#### Grupp B
| Heat | Förare 1        | Tid       | Förare 2        | Tid       | Bil                 |
| ---- | --------------- | --------- | --------------- | --------- | ------------------- |
| 1    | Mattias Ekström | 01:58.551 | Andy Priaulx    | 01:59.860 | ROC Car             |
| 2    | Mick Doohan     | 02:04.325 | Travis Pastrana | 02:04.402 | ROC Car             |
| 3    | Travis Pastrana | 02:04.208 | Mattias Ekström | 02:02.174 | Volkswagen Scirocco |
| 4    | Andy Priaulx    | 02:04.801 | Mick Doohan     | 02:05.129 | Volkswagen Scirocco |
| 5    | Mick Doohan     | Bröt      | Mattias Ekström | 01:58.276 | KTM X-Bow           |
| 6    | Travis Pastrana | Bröt      | Andy Priaulx    | 02:00.243 | KTM X-Bow           |

| P | Team            | Segrar | Avancemang                |
| - | --------------- | ------ | ------------------------- |
| 1 | Mattias Ekström | 3      | Vidare till kvartsfinal 2 |
| 2 | Andy Priaulx    | 2      | Vidare till kvartsfinal 1 |
| 3 | Mick Doohan     | 1      | Utslagen                  |
| 4 | Travis Pastrana | 0      | Utslagen                  |

#### Grupp C
| Heat | Förare 1           | Tid       | Förare 2           | Tid       | Bil               |
| ---- | ------------------ | --------- | ------------------ | --------- | ----------------- |
| 1    | Sebastian Vettel   | 02:00.363 | Mikko Hirvonen     | 02:02.567 | ROC Car           |
| 2    | Chad Reed          | 02:02.391 | Giniel de Villiers | 02:04.247 | ROC Car           |
| 3    | Giniel de Villiers | 01:53.626 | Sebastian Vettel   | 01:51.442 | Ford Focus WRC 08 |
| 4    | Mikko Hirvonen     | 01:51.094 | Chad Reed          | 01:54.247 | Ford Focus WRC 08 |
| 5    | Chad Reed          | Bröt      | Sebastian Vettel   | 01:58.583 | RX 150            |
| 6    | Giniel de Villiers | 02:04.437 | Mikko Hirvonen     | 02:01.859 | RX 150            |

| P | Team               | Segrar | Avancemang                |
| - | ------------------ | ------ | ------------------------- |
| 1 | Sebastian Vettel   | 3      | Vidare till kvartsfinal 3 |
| 2 | Mikko Hirvonen     | 2      | Vidare till kvartsfinal 4 |
| 3 | Chad Reed          | 1      | Utslagen                  |
| 4 | Giniel de Villiers | 0      | Utslagen                  |

#### Grupp D
| Heat | Förare 1           | Tid       | Förare 2           | Tid       | Bil       |
| ---- | ------------------ | --------- | ------------------ | --------- | --------- |
| 1    | Michael Schumacher | 01:58.644 | David Coulthard    | 02:00.503 | ROC Car   |
| 2    | Marcus Grönholm    | 02:01.456 | Yvan Muller        | 02:00.191 | ROC Car   |
| 3    | Yvan Muller        | 02:01.474 | Michael Schumacher | 01:59.296 | RX 150    |
| 4    | David Coulthard    | 02:00.259 | Marcus Grönholm    | 02:00.835 | RX 150    |
| 5    | Marcus Grönholm    | 02:02.111 | Michael Schumacher | 01:59.907 | KTM X-Bow |
| 6    | Yvan Muller        | 01:58.956 | David Coulthard    | 01:58.547 | KTM X-Bow |

| P | Team               | Segrar | Avancemang                |
| - | ------------------ | ------ | ------------------------- |
| 1 | Michael Schumacher | 3      | Vidare till kvartsfinal 4 |
| 2 | David Coulthard    | 2      | Vidare till kvartsfinal 3 |
| 3 | Yvan Muller        | 1      | Utslagen                  |
| 4 | Marcus Grönholm    | 0      | Utslagen                  |

#### Utslagning
|  | Kvartsfinaler      | Kvartsfinaler      |           |                  | Semifinaler | Semifinaler |  |                 | Final | Final |  |  |  |  |
|  |                    |                    |           |                  |             |             |  |                 |       |       |  |  |  |  |
|  | Jenson Button      | 01:51.375          |           |                  |             |             |  |                 |       |       |  |  |  |  |
|  | Andy Priaulx       | 01:55.500          |           |                  |             |             |  |                 |       |       |  |  |  |  |
|  | Andy Priaulx       | 01:55.500          |           | Jenson Button    | 01:50.627   |             |  |                 |       |       |  |  |  |  |
|  |                    |                    |           | Jenson Button    | 01:50.627   |             |  |                 |       |       |  |  |  |  |
|  |                    | Mattias Ekström    | 01:49.500 |                  |             |             |  |                 |       |       |  |  |  |  |
|  | Mattias Ekström    | Mattias Ekström    | 01:49.500 | 01:56.530        |             |             |  |                 |       |       |  |  |  |  |
|  | Mattias Ekström    |                    |           | 01:56.530        |             |             |  |                 |       |       |  |  |  |  |
|  | Tom Kristensen     | 01:57.814          |           |                  |             |             |  |                 |       |       |  |  |  |  |
|  | Tom Kristensen     | 01:57.814          |           |                  |             |             |  | Mattias Ekström | 2     |       |  |  |  |  |
|  |                    |                    |           |                  |             |             |  | Mattias Ekström | 2     |       |  |  |  |  |
|  |                    | Michael Schumacher | 0         |                  |             |             |  |                 |       |       |  |  |  |  |
|  | Sebastian Vettel   | Michael Schumacher | 0         | 01:58.213        |             |             |  |                 |       |       |  |  |  |  |
|  | Sebastian Vettel   |                    |           | 01:58.213        |             |             |  |                 |       |       |  |  |  |  |
|  | David Coulthard    | 01:58.930          |           |                  |             |             |  |                 |       |       |  |  |  |  |
|  | David Coulthard    | 01:58.930          |           | Sebastian Vettel | Bröt        |             |  |                 |       |       |  |  |  |  |
|  |                    |                    |           | Sebastian Vettel | Bröt        |             |  |                 |       |       |  |  |  |  |
|  |                    | Michael Schumacher | 01:57.940 |                  |             |             |  |                 |       |       |  |  |  |  |
|  | Michael Schumacher | Michael Schumacher | 01:57.940 | 01:57.805        |             |             |  |                 |       |       |  |  |  |  |
|  | Michael Schumacher |                    |           | 01:57.805        |             |             |  |                 |       |       |  |  |  |  |
|  | Mikko Hirvonen     | 01:59.786          |           |                  |             |             |  |                 |       |       |  |  |  |  |

##### Bilar i kvarts- och semifinal
| Heat          | Bil                  |
| ------------- | -------------------- |
| Kvartsfinal 1 | Ford Focus WRC 08    |
| Kvartsfinal 2 | Solution F Prototype |
| Kvartsfinal 3 | ROC Car              |
| Kvartsfinal 4 | KTM X-Bow            |
| Semifinal 1   | Ford Focus WRC 08    |
| Semifinal 2   | KTM X-Bow            |

##### Final
| Heat | Förare 1        | Tid       | Förare 2           | Tid       | Bil       |
| ---- | --------------- | --------- | ------------------ | --------- | --------- |
| 1    | Mattias Ekström | 01:57.290 | Michael Schumacher | 01:57.471 | ROC Car   |
| 2    | Mattias Ekström | 01:56.044 | Michael Schumacher | 01:56.657 | KTM X-Bow |